# Sorceress
Sorceress – dwunasty album studyjny szwedzkiego zespołu Opeth wydany 30 września 2016 roku przez Nuclear Blast. Album został wyprodukowany przez Mikaela Åkerfeldta i Toma Dalgety'ego, który wykonał także miksowanie. Mastering zrealizował John Davis.
Realizacja nagrań został udokumentowana jedenastoma filmami krótkometrażowymi, które zostały opublikowane na profilu zespołu w serwisie YouTube. Ponadto w ramach promocji grupa zrealizowała tzw. lyric video do utworów „Sorceress”, „Will o the Wisp” i „The Wilde Flowers”.
Nagrania dotarły do 24. miejsca listy Billboard 200 w Stanach Zjednoczonych sprzedając się w nakładzie 16 tys. egzemplarzy w przeciągu tygodnia od dnia premiery. Wydawnictwo trafiło ponadto m.in. na listy przebojów w Szwecji, Niemczech, Szwajcarii i Polsce.

## Lista utworów
Opracowano na podstawie materiału źródłowego.
| Nr  | Tytuł utworu                 | Słowa            | Muzyka                            | Długość |
| --- | ---------------------------- | ---------------- | --------------------------------- | ------- |
| 1.  | „Persephone”                 | Mikael Åkerfeldt | Mikael Åkerfeldt                  | 1:51    |
| 2.  | „Sorceress”                  | Mikael Åkerfeldt | Mikael Åkerfeldt                  | 5:49    |
| 3.  | „The Wilde Flowers”          | Mikael Åkerfeldt | Mikael Åkerfeldt                  | 6:49    |
| 4.  | „Will O the Wisp”            | Mikael Åkerfeldt | Mikael Åkerfeldt                  | 5:07    |
| 5.  | „Chrysalis”                  | Mikael Åkerfeldt | Mikael Åkerfeldt                  | 7:16    |
| 6.  | „Sorceress 2”                | Mikael Åkerfeldt | Mikael Åkerfeldt                  | 3:49    |
| 7.  | „The Seventh Sojourn”        | Mikael Åkerfeldt | Mikael Åkerfeldt                  | 5:29    |
| 8.  | „Strange Brew”               | Mikael Åkerfeldt | Mikael Åkerfeldt, Fredrik Åkesson | 8:44    |
| 9.  | „A Fleeting Glance”          | Mikael Åkerfeldt | Mikael Åkerfeldt                  | 5:06    |
| 10. | „Era”                        | Mikael Åkerfeldt | Mikael Åkerfeldt                  | 5:41    |
| 11. | „Persephone (Slight Return)” | Mikael Åkerfeldt | Mikael Åkerfeldt                  | 0:54    |
|     |                              |                  |                                   | 56:35   |

| Bonus CD | Bonus CD                   | Bonus CD |
| Nr       | Tytuł utworu               | Długość  |
| -------- | -------------------------- | -------- |
| 1.       | „The Ward”                 | 3:14     |
| 2.       | „Spring MCMLXXIV”          | 6:11     |
| 3.       | „Cusp Of Eternity” (Live)  | 5:45     |
| 4.       | „The Drapery Falls” (Live) | 10:23    |
| 5.       | „Voice Of Treason” (Live)  | 8:11     |
|          |                            | 33:44    |

## Twórcy
Opracowano na podstawie materiału źródłowego
| Zespół Opeth w składzie - Mikael Åkerfeldt – wokal prowadzący, wokal wspierający, gitara elektryczna, gitara akustyczna, produkcja muzyczna - Fredrik Åkesson – gitara elektryczna, gitara akustyczna, wokal wspierający - Martin Axenrot – perkusja, instrumenty perkusyjne - Martin Mendez – gitara basowa - Joakim Svalberg – instrumenty klawiszowe, instrumenty perkusyjne, wokal wspierający |  | Inni - Tom Dalgety – miksowanie, inżynieria dźwięku, produkcja muzyczna - John Davis – mastering - Robbie Nelson – inżynieria dźwięku - Wil Malone – aranżacja smyczków - George Miltiyadoff – orkiestracje - Levon Manukyan – orkiestracje, dyrygent - Orchestra Of State Opera Plovdiv – orkiestra - Rodna Pesen Choir – chór - Travis Smith – oprawa graficzna |

## Listy sprzedaży
| Lista                   | Kraj              | Pozycja |
| ----------------------- | ----------------- | ------- |
| Ö3 Austria Top 40       | Austria           | 10      |
| Schweizer Hitparade     | Szwajcaria        | 6       |
| Billboard 200           | Stany Zjednoczone | 24      |
| Suomen virallinen lista | Finlandia         | 3       |
| Media Control Charts    | Niemcy            | 1       |
| Sverigetopplistan       | Szwecja           | 7       |
| Oricon                  | Japonia           | 69      |
| OLiS                    | Polska            | 17      |